# Leonberger Straße 17 (Ludwigsburg)

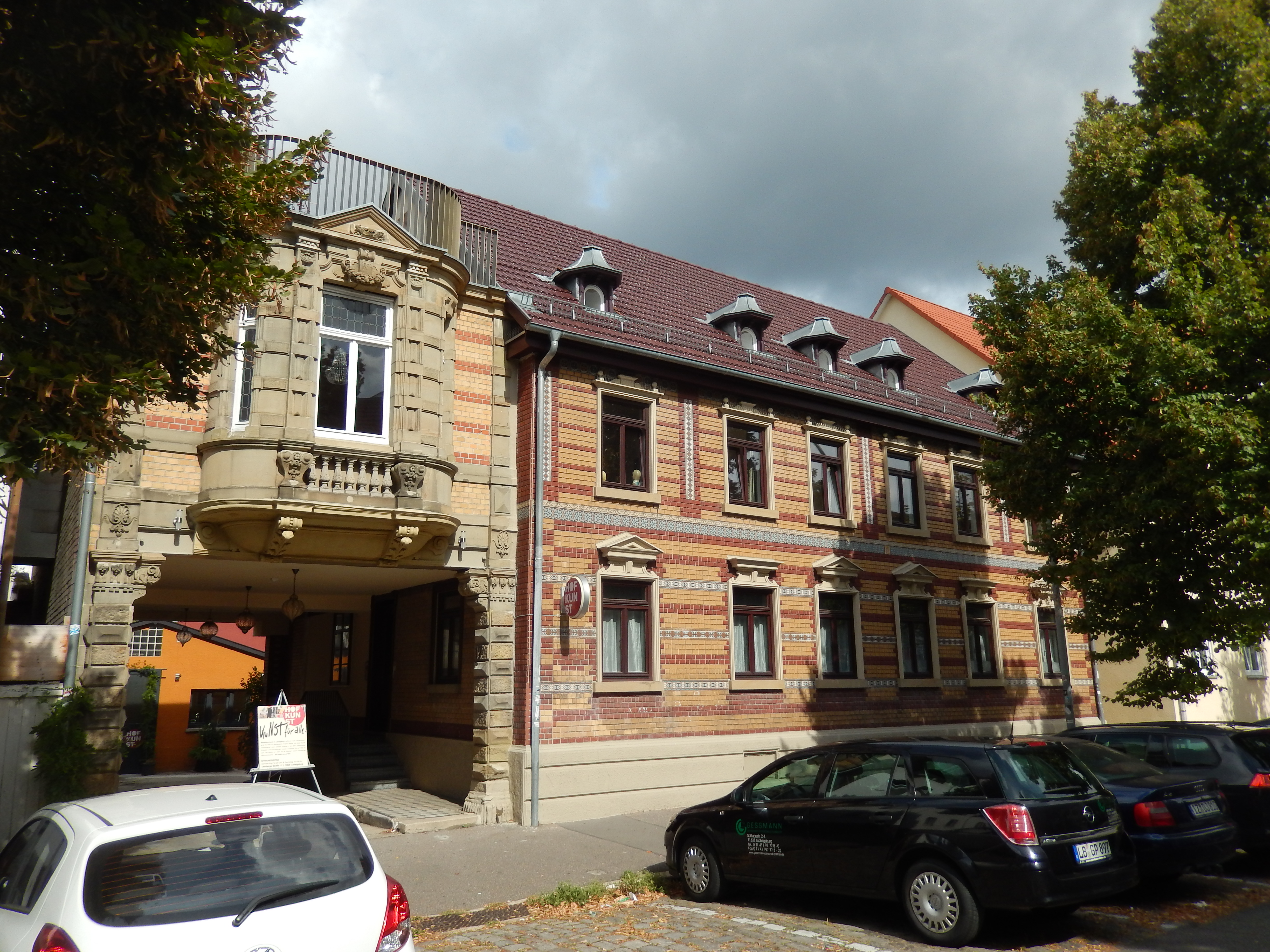
Haus Leonberger Straße 17 in Ludwigsburg

Das Haus Leonberger Straße 17 in Ludwigsburg ist ein denkmalgeschütztes Wohngebäude aus dem 19. Jahrhundert.

## Geschichte und Beschreibung
Im Kern stammt das Gebäude aus dem Jahr 1864. Damals wurde ein zweigeschossiger Putzbau in Fachwerkbauweise für den Zimmermeister Carl Seemüller errichtet. Das Haus gehört zu den ersten Gebäuden im westlichen Abschnitt der Leonberger Straße, die bereits im barocken Alleensystem aus der Zeit des Herzogs Carl Eugen angelegt wurde. 
Schon 1869 ging das Gebäude in den Besitz des Werkmeisters Wilhelm Friedrich Hoffmann über. Dieser wohnte dort bis in die Zeit um 1900. Unter Hoffmann wurden 1891 auf der Hofseite des Hauses Veranden angebaut. 1893/94 wurde außerdem ein aufwändig gestalteter Torbau über der Einfahrt zum Hof hinzugefügt. Gegliedert wurde dieser im Stil des Neobarock gehaltene Anbau durch Sand- und Werksteinschmuck, eine ädikulaartige Fensterrahmung und Balustraden. Auch der bisherige Wohntrakt wurde ähnlich geschmückt. Die Fassade, die seit dieser Umgestaltung einen Backsteinbau vortäuscht, wurde mit Fassadenverblendsteinen und Mosaikplatten in verschiedenen Farben verkleidet.
Außerdem erfolgte ein Dachausbau, was eine Veränderung der Dachgestaltung mit sich brachte: Die Dachgauben wurden mit Rundbogenfenstern unter mehrseitigen Pyramidendächern versehen. Das Dach wurde mit rotbraunen, glasierten Falzziegeln gedeckt. Diese Umgestaltung des Gebäudes wurde nach Plänen des Architekten und Zeichenlehrers Albert Bauder vorgenommen. Bauders Bauten zeichneten sich durch eine künstlerische und kunsthandwerkliche Innengestaltung aus, die in mehreren Beispielen noch erhalten ist. Zu diesen gehört auch das Haus Leonberger Straße 17.
1908 wechselte die Liegenschaft erneut den Besitzer. Sie wurde an Christian Marbach verkauft, der eine Kutscherei besaß und auf der Freifläche nördlich des Hauses Stallgebäude errichten ließ. Als der Kraftwagenfahrer Friedrich Marbach das Haus 1922 übernahm, wurden Garagen und ein Autowaschplatz eingerichtet. Marbach warb damit, das erste „Autobad“ in Ludwigsburg zu besitzen. Später kaufte die jüdischstämmige Familie Kirchhausen Haus und Grundstück und verkaufte es – freiwillig, wie nach dem Zweiten Weltkrieg festgestellt wurde – 1938 weiter. Die Hofanlage wurde nun als Autovermietung genutzt; in der Toreinfahrt wurde eine Zapfsäule aufgestellt. Als das Dritte Reich zu Ende war, wurde das Haus von US-Truppen besetzt, bis nachgewiesen werden konnte, dass die Familie Kirchhausen das Anwesen nicht unter Zwang veräußert hatte. Danach wurde in der Hofanlage eine Autowerkstatt eingerichtet, die bis 2008 bestand. Als danach die neuen Besitzer mit der Sanierung des Hauses begannen, entdeckten sie bei der Abnahme der Tapeten sowohl im Treppenhaus als auch im Flur des Obergeschosses Spuren von Wandmalereien und verständigten die Denkmalschutz- und Denkmalfachbehörde sowie einen Restaurator. 
Die Treppenhausmalereien, die zutagekamen, zeigen in der etwa 80 Zentimeter hohen Sockelzone das Imitat einer Bretterverkleidung und darüber Wandfelder, die von olivgrünen Voluten und Rollwerkelementen umrahmt sind. Sie sind mit Akanthusblättern und floralen Ornamenten geschmückt. Ähnlich gestaltet ist das Treppenhaus der Villa Franck, die Bauder ungefähr um die gleiche Zeit umgestaltete wie Hoffmanns Wohnhaus. Allerdings besteht dort die Lamperie aus Echtholz statt aus illusionistischer Malerei. Da die Malereien im Treppenhaus in Ölfarbe ausgeführt worden und später von Tapeten bedeckt worden waren, blieben sie recht gut erhalten, wohingegen die Reste von Malereien an den Decken der Wohnräume durch Abwaschen weitgehend beseitigt worden waren. Die Wände der Wohnräume wurden im Zuge der Umgestaltung unter Bauder nach 1893 tapeziert; den Terminus post quem lieferten Zeitungsüberreste, die als Makulatur unter den alten Tapeten zum Vorschein kamen. Die Räume wurden damals außerdem mit einer Holzausstattung in Dunkelbraun und Ocker versehen. 

### Wandmalereien im oberen Flur
Diese Überreste bürgerlicher Wohnkultur aus dem späten 19. Jahrhundert konnten als zeittypisch angesehen werden. Überraschend war eine Entdeckung im oberen Flur: Dort tauchten Wandmalereien auf, die, einander gegenüberliegend, in Grisailletechnik das Ulmer Münster und den Kölner Dom im Stil von Vedutenmalerei darstellten. Auch diese Malereien befinden sich über einer Sockelzone mit illusionistisch aufgemalten Kassetten. Diese sind mit Mäandern und Vasen geschmückt. Das Bild des Ulmer Münsters wird von zwei Säulchen in Form von Kandelabern flankiert, außerdem von je einem Bogen, von denen der rechte allerdings durch die Versetzung einer Tür großenteils zerstört ist. Die Rahmung des Dombildes hingegen ist noch komplett vorhanden. Sie stellt einen flachen Sprenggiebel dar, der mit Werkmeisterattributen wie Zirkel, Winkel und Senkblei sowie Blattmasken geschmückt ist. Dieser Rahmen soll die Illusion einer Öffnung zu einer Loggia bzw. einem Fenstererker schaffen. Auch der Rest des Flurs ist durch ähnliche Malereien, die zum Teil mit Schablonen geschaffen wurden, unterteilt.
Die Signatur des Künstlers – möglicherweise Bauder selbst – war bei der Entdeckung der Bilder nicht mehr zu lesen, die Datierung schien auf das Jahr 1889 hinzuweisen. Der Turm des Ulmer Münsters wurde im Jahr darauf vollendet. Während die Darstellung des Ulmer Münsters perspektivisch gelungener erscheint, ist das Bild des Kölner Domes besser erhalten.
Wilhelm Heinrich Hoffmann hatte möglicherweise ursprünglich als Steinmetz gearbeitet. Er bewohnte zu der Zeit, in der die Malereien geschaffen wurden, vermutlich die obere Etage, in der sich diese Bilder fanden. Unter ihm wohnte wahrscheinlich der Architekt und Stadtbaumeister Julius Mößner als Mieter. Es ist also anzunehmen, dass Hoffmann der Auftraggeber für die Gemälde war. Gegen Ende des 19. Jahrhunderts waren zahlreiche Dom- und Münsterbauvereine sowie Bauhütten nach mittelalterlicher Tradition gegründet worden, da man sich sowohl in adligen als auch in bürgerlichen Kreisen die Vollendung gotischer Sakralbauten zum Anliegen gemacht hatte. Für die Vollendung des Ulmer Münsterturmes wurde der Riss von Matthäus Böblinger genutzt, der aus dem späten 15. Jahrhundert stammte. Münsterbaumeister August von Beyer hielt sich aber nicht exakt an diesen Plan, sondern streckte den Turmhelm im sogenannten „Türmewettstreit“, so dass das Ulmer Münster schließlich höher als der Kölner Dom wurde. 1886 publizierte Beyer einen überarbeiteten Aufriss des Hauptturms. Insbesondere um Sponsoren zu gewinnen, waren die Pläne zur Vollendung des Ulmer Münsters in der zweiten Hälfte des 19. Jahrhunderts immer wieder in bebilderten Publikationen verbreitet worden, von denen die eine oder andere Hoffmann, Mößner und Bauder sicherlich bekannt war. Es lässt sich allerdings nicht feststellen, nach welcher Bildvorlage der Künstler gearbeitet hat, der das Münster in Hoffmanns Wohnungsflur malte. Sicher ist nur, dass seine Darstellung das Münster bereits nach dessen Freistellung durch Abriss des Barfüßerklosters zeigt, der 1875 erfolgt war. Auf dem Bild noch vorhanden sind hingegen die alte Münsterbauhütte, die bis 1900 nördlich der Westfassade des Münsters stand, und das Mesnerhäuschen, das sich rechts der Turmvorhalle befand und später ebenfalls abgerissen wurde. Auch die übrige umgebende Bebauung ist so dargestellt, wie sie sich in den 1880er Jahren präsentierte. Es ist nicht auszuschließen, dass der Maler die Gegebenheiten auch aus eigener Anschauung kannte. 
Die Darstellung der Umgebung des Kölner Doms hingegen entspricht nicht den Zuständen zur Zeit der Entstehung des Gemäldes. Das Wandbild zeigt vielmehr ein idealisiertes, mittelalterliches Stadtbild. Eventuell griff der Künstler bei Einzelheiten wie der Pappel, die nach rechts die Szene abschließt, und einem Bauwerk südöstlich des Chores auf Stiche zurück, die den Zustand vor dem Weiterbau am Dom dokumentierten; der Rest der Umgebung scheint seiner Phantasie entsprungen.

## Sanierung
Die Malereien der Wandfassung konnten ohne weitere Beschädigungen freigelegt werden. Danach wurden sie restauriert, indem Fehlstellen im Wandputz mit Kalkmörtel ersetzt und mit Kalkglätte überspachtelt wurden. Nach Auftragung eines Grundiermittels wurde die Retusche in Ölfarbe durchgeführt, wobei man jedoch nur die Wandfassung ohne die Binnenzeichnung rekonstruierte. Danach wurden die Flächen mit Naturharzfirnis bedeckt.
Während der Zustand der Gemälde und einige Teile der wandfesten Innenausstattung im oberen Stockwerk sowie im Treppenhaus also bei der Restaurierung weitgehend dem Aussehen zur Entstehungszeit wieder angeglichen werden konnte, ließen sich andere Gebäudeteile nicht mehr originalgetreu rekonstruieren. So war das Tor, das ursprünglich bündig zur Fassade errichtet worden war, 1938 zurückversetzt worden und um 1970 hatte man das Erdgeschoss teilentkernt und die originalen Fenster im Hauptbau durch einflügelige Fenster ersetzt.
Die Hofbebauung mit Werkstatthallen und Garagen aus den 1930er bis 1960er Jahren gilt nicht als Kulturdenkmal, wurde aber nach dem Besitzerwechsel 2011 erhalten, da geplant war, in diesen Hallen Verkaufsräume für Kunstwerke unterzubringen, wohingegen das Hauptgebäude zum Boardinghouse umfunktioniert werden und auch weiterhin als Wohnhaus genutzt werden sollte. Dabei sollte im Erdgeschoss des Wohnhauses die einstige Raumaufteilung wieder hergestellt werden. Im Obergeschoss wurde der Wohnungsabschluss zwischen dem Treppenhaus-Foyer und dem Flur wieder hergestellt. Die Räume dort lagen ursprünglich in Enfilade hintereinander; da aber eine abgeschlossene kleine Wohnung aus Erkerzimmer und zwei weiteren Räumen entstehen sollte, wurde eine der Türen beseitigt. Im Dachgeschoss wurde in die alten Grundrisse stark eingegriffen. Die wandfeste Einrichtung blieb weitgehend erhalten, die Fenster wurden nach dem Muster des Zustandes um 1894 erneuert. Feuchtigkeitsschäden im Fachwerk insbesondere auf der Verandaseite stellten das größte Problem bei der Sanierung dar. Am Torbau mussten die Baluster, die nicht mehr erhaltungsfähig waren, ersetzt werden. Hier entschied man sich für eine moderne Flachstahlkonstruktion. Unterhalb des Erkers befindet sich eine Blechverkleidung, die Naturstein imitiert. Sie hatte zwar schwer gelitten, konnte aber gerettet werden. Wärmedämmungsmaßnahmen wurden zum Teil im Gebäudeinneren statt an den Außenseiten ergriffen, um das Bild des Gebäudes nicht zu stören.
Die Sanierung der Anlage dauerte rund zwei Jahre.